# Latirus abnormis
Latirus abnormis is een slakkensoort uit de familie van de Fasciolariidae. De wetenschappelijke naam van de soort is voor het eerst geldig gepubliceerd in 1894 door Sowerby III.